# 11e étape du Tour de France 2011
Pour un article plus général, voir Tour de France 2011.
La 11e étape du Tour de France 2011 s'est déroulée le mercredi 13 juillet 2011. Elle est partie de Blaye-les-Mines et arrivée à Lavaur. Elle est remportée au sprint par Mark Cavendish (HTC-Highroad) devant André Greipel (Omega Pharma-Lotto) et Tyler Farrar (Garmin-Cervélo). Cavendish s'empare du maillot vert. Thomas Voeckler conserve le maillot jaune.

## Déroulement de la course
Six coureurs prennent part à l'échappée : l'Espagnol Rubén Pérez Moreno (Euskatel-Euskadi), le Néerlandais Lars Boom (Rabobank), l'Ukrainien Andriy Grivko (Astana) et les trois Français Mickaël Delage (FDJ), Jimmy Engoulvent (Saur-Sojasun) et Tristan Valentin (Cofidis). Lars Boom passe en tête au sommet de la Côte de Tonnac, tandis que Mickaël Delage, quant à lui, remporte le sprint intermédiaire de Gaillac et la Côte de Puylaurens. L'échappée est reprise à 3 kilomètres de la ligne d'arrivée. Mark Cavendish (HTC-Highroad) conclu les sprints du peloton à Gaillac (sprint intermédiaire) et à la ville-inédite de Lavaur (arrivée), s'emparant ainsi du Maillot Vert. Thomas Voeckler conserve son Maillot Jaune.

## Sprints
| Premier     | Mickaël Delage     | 20 pts. |
| Deuxième    | Jimmy Engoulvent   | 17 pts. |
| Troisième   | Lars Boom          | 15 pts. |
| Quatrième   | Andriy Grivko      | 13 pts. |
| Cinquième   | Rubén Pérez Moreno | 11 pts. |
| Sixième     | Tristan Valentin   | 10 pts. |
| Septième    | Mark Cavendish     | 9 pts.  |
| Huitième    | José Joaquín Rojas | 8 pts.  |
| Neuvième    | Francisco Ventoso  | 7 pts.  |
| Dixième     | André Greipel      | 6 pts.  |
| Onzième     | Philippe Gilbert   | 5 pts.  |
| Douzième    | Matthew Goss       | 4 pts.  |
| Treizième   | Mark Renshaw       | 3 pts.  |
| Quatorzième | Bernhard Eisel     | 2 pts.  |
| Quinzième   | Jelle Vanendert    | 1 pt.   |

| Premier     | Mark Cavendish       | 45 pts. |
| Deuxième    | André Greipel        | 35 pts. |
| Troisième   | Tyler Farrar         | 30 pts. |
| Quatrième   | Denis Galimzyanov    | 26 pts. |
| Cinquième   | Edvald Boasson Hagen | 22 pts. |
| Sixième     | Romain Feillu        | 20 pts. |
| Septième    | José Joaquín Rojas   | 18 pts. |
| Huitième    | Sébastien Turgot     | 16 pts. |
| Neuvième    | Francisco Ventoso    | 14 pts. |
| Dixième     | William Bonnet       | 12 pts. |
| Onzième     | Arnold Jeannesson    | 10 pts. |
| Douzième    | Gerald Ciolek        | 8 pts.  |
| Treizième   | Anthony Delaplace    | 6 pts.  |
| Quatorzième | Sébastien Hinault    | 4 pts.  |
| Quinzième   | Gianni Meersman      | 2 pts.  |

## Côtes
| Premier  | Lars Boom     | 2 pts. |
| Deuxième | Andriy Grivko | 1 pt.  |

| Premier | Mickaël Delage | 1 pt. |

## Classement de l'étape
|    | Coureur              | Pays        | Équipe             | Temps | Temps           |
| -- | -------------------- | ----------- | ------------------ | ----- | --------------- |
| 1  | Mark Cavendish       | Royaume-Uni | HTC-Highroad       | en    | 3 h 46 min 07 s |
| 2  | André Greipel        | Allemagne   | Omega Pharma-Lotto |       | m.t.            |
| 3  | Tyler Farrar         | États-Unis  | Garmin-Cervélo     |       | m.t.            |
| 4  | Denis Galimzyanov    | Russie      | Katusha            |       | m.t.            |
| 5  | Edvald Boasson Hagen | Norvège     | Sky                |       | m.t.            |
| 6  | Romain Feillu        | France      | Vacansoleil-DCM    |       | m.t.            |
| 7  | José Joaquín Rojas   | Espagne     | Movistar           |       | m.t.            |
| 8  | Sébastien Turgot     | France      | Europcar           |       | m.t.            |
| 9  | Francisco Ventoso    | Espagne     | Movistar           |       | m.t.            |
| 10 | William Bonnet       | France      | FDJ                |       | m.t.            |

## Classement général
|    | Coureur           | Pays       | Équipe             | Temps | Temps            |
| -- | ----------------- | ---------- | ------------------ | ----- | ---------------- |
| 1  | Thomas Voeckler   | France     | Europcar           | en    | 45 h 52 min 39 s |
| 2  | Luis León Sánchez | Espagne    | Rabobank           | +     | 1 min 49 s       |
| 3  | Cadel Evans       | Australie  | BMC Racing         |       | 2 min 26 s       |
| 4  | Fränk Schleck     | Luxembourg | Leopard-Trek       |       | 2 min 29 s       |
| 5  | Andy Schleck      | Luxembourg | Leopard-Trek       |       | 2 min 37 s       |
| 6  | Tony Martin       | Allemagne  | HTC-Highroad       |       | 2 min 38 s       |
| 7  | Peter Velits      | Slovaquie  | HTC-Highroad       |       | 2 min 38 s       |
| 8  | Andreas Klöden    | Allemagne  | RadioShack         |       | 2 min 43 s       |
| 9  | Philippe Gilbert  | Belgique   | Omega Pharma-Lotto |       | 2 min 55 s       |
| 10 | Jakob Fuglsang    | Danemark   | Leopard-Trek       |       | 3 min 08 s       |

## Classements annexes

### Classement par points
|   | Cycliste           | Pays        | Équipe             | Points |
| - | ------------------ | ----------- | ------------------ | ------ |
| 1 | Mark Cavendish     | Royaume-Uni | HTC-Highroad       | 251    |
| 2 | José Joaquín Rojas | Espagne     | Movistar           | 235    |
| 3 | Philippe Gilbert   | Belgique    | Omega Pharma-Lotto | 231    |

### Classement du meilleur grimpeur
|   | Cycliste           | Pays       | Équipe          | Points |
| - | ------------------ | ---------- | --------------- | ------ |
| 1 | Johnny Hoogerland  | Pays-Bas   | Vacansoleil-DCM | 22     |
| 2 | Thomas Voeckler    | France     | Europcar        | 17     |
| 3 | Tejay van Garderen | États-Unis | HTC-Highroad    | 5      |

### Classement du meilleur jeune
|   | Cycliste          | Pays     | Équipe   | Temps | Temps            |
| - | ----------------- | -------- | -------- | ----- | ---------------- |
| 1 | Robert Gesink     | Pays-Bas | Rabobank | en    | 45 h 56 min 40 s |
| 2 | Rein Taaramäe     | Estonie  | Cofidis  | +     | 51 s             |
| 3 | Arnold Jeannesson | France   | FDJ      |       | 1 min 20 s       |

### Classement par équipes
|   | Équipe       | Pays       | Temps | Temps             |
| - | ------------ | ---------- | ----- | ----------------- |
| 1 | Europcar     | France     | en    | 136 h 55 min 55 s |
| 2 | Leopard-Trek | Luxembourg | +     | 32 s              |
| 3 | RadioShack   | États-Unis |       | 1 min 02 s        |

## Abandon
- John Gadret (AG2R La Mondiale) : non-partant[1].